# Else Marie Pade
Else Marie Pade (2. prosince 1924 – 18. ledna 2016) byla dánská skladatelka elektronické hudby.
Narodila se v Aarhusu. Za války se účastnila odboje, mj. distribuovala nelegální tiskoviny, a od září 1944 do konce války byla vězněna v nacistickém internačním záboře Frøslev. Po válce studovala na Královské dánské hudební akademii v Kodani, jejími učiteli byli Vagn Holmboe a později Jan Maegaard, který ji seznámil s dvanáctitónovou hudbou. Značný vliv na ni měl také Francouz Pierre Schaeffer. Její dílo En dag på Dyrehavsbakken je označováno za první dánskou skladbu ve stylu musique concrète. Devatenáctiminutovou skladbu Symphonie magnétophonique (1958–59) tvoří hluky z běžného života (doprava, hrající se děti). Poslední roky svého života strávila v pečovatelském domě v Gentofte, kde v roce 2016 ve věku 91 let zemřela.